# Antonie Augustus Bruijn

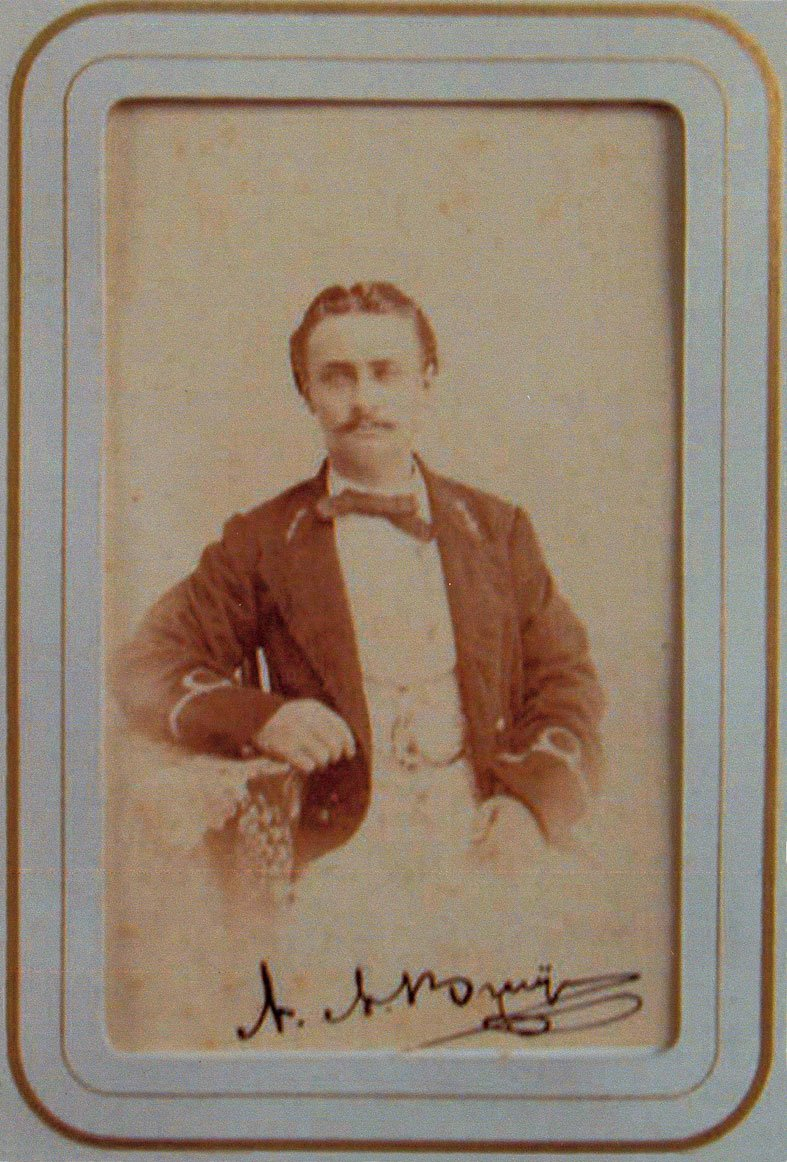
Antonie Augustus Bruijn in 1864

Antonie Augustus Bruijn (ook wel Anton August Bruijn) (Rotterdam, 27 december 1842 – Ternate, 11 augustus 1890) was een Nederlandse marine-officier, natuuronderzoeker, etnograaf en handelaar in naturalia uit Nederlands Oost-Indië. Hij was de schoonzoon van de reder, ondernemer en handelaar in vogelhuiden en -veren Maarten Dirk van Renesse van Duivenbode.

## Jeugd en opleiding
Antonie Bruijn werd in Rotterdam geboren en was nummer zes van de acht kinderen van Pieter Alidanus Bruijn (b 1799) en Henrietta Gabrielle Maris van Oordt (b 1804). Zijn vader Pieter Alidanus Bruijn was hoofdconstructeur en scheepsbouwer op de werf van de Koninklijke Marine.
Antonie kwam al op jonge leeftijd terecht bij de Marine, nadat de familie naar Den Helder was verhuisd. Hij werd in 1857 "adelborst van de derde klasse". In 1861 maakte hij zijn eerste reis naar Oost-Indië. In 1864 kreeg hij de rang van luitenant-ter-zee der 2e klasse. In 1865 was hij commandant van de nationale garde van de Sultan van Ternate. In 1867 verzocht hij om ontslag om gezondheidsredenen en dat werd hem eervol verleend op 2 oktober 1867.

## Bruijn op Ternate
In 1865 trouwde hij op Ternate met Adolphine Susanna Wilhelmina van Rennesse van Duivenbode (1844 Ternate - 1919 Delft), de dochter van Maarten Dirk van Renesse van Duivenbode. Antonie stierf in 1890 op Ternate. Zijn vrouw Adolphine verhuisde in dat jaar naar Nederland (Doetinchem) om te bevallen en is daar gebleven, zij stierf op 9 oktober 1919 in Delft.

## De nalatenschap van Bruijn
De schoonvader van Anton, Maarten Dirk van Duivenbode wordt in The Malay Archipelago, het reisboek van Alfred Russel Wallace uitgebreid genoemd: "...Mr. Duivenbode, a native of Ternate from an ancient Dutch family..." Volgens Wallace was Van Duivenbode daar een machtig en rijk persoon die eigenaar was van schepen, plantages en landgoederen en meer dan honderd slaven. Hij had meer macht dan de plaatselijke machthebbers (radja's).
Anton nam samen met zijn zwagers na zijn huwelijk en ontslag uit militaire dienst de handel in naturalia over van zijn schoonvader. Als handelaren en verzamelaars leverden zijn objecten aan Hermann Schlegel (Rijksmuseum van Natuurlijke Historie), Tommaso Salvadori (Turijn) en het Muséum national d'histoire naturelle in Parijs. In 1877 zond Bruijn een expeditie naar New-Guinea (Vogelkop) om studie te laten maken van de bevolking en om planten en dieren te verzamelen, onder andere een vachtegel. In 1883 kreeg het Zoölogisch Museum Amsterdam (ZMA) ongeveer 100 balgen van vogels die verzameld waren door Bruijn en zijn zwager L.D.W.A. van Renesse van Duivenbode. Deze collectie was gebruikt voor de wereldtentoonstelling in Amsterdam. Verder is er weinig bekend over Bruijn op Ternate.
Er zijn vier soorten vogels vernoemd naar Bruijn: Bruijns boskalkoen (Aepypodius bruijnii), Bruijns spechtpapegaai (Micropsitta bruijnii), Nieuwguinese slijkekster (Grallina bruijni) en Bruijns sikkelsnavel (Drepanornis bruijnii) en twee soorten zoogdieren: gewone vachtegel (Zaglossus bruijnii) en de laaglandborstelmuis (Pogonomelomys bruijni) en één hagedis (agame):Hypsilurus bruijni.
- International Standard Name Identifier: 0000 0001 1814 8052
- Library of Congress Control Number: n2010160534
- Nederlandse Thesaurus van Auteursnamen: 333563034
- Trove: 1510085
- Virtual International Authority File: 169142223
- WorldCat: E39PBJd88JFHHKHBj7MPRm6VG3